# Лактатдегідрогеназа B
Лактатдегідрогеназа B (англ. Lactate dehydrogenase B) – білок, який кодується геном LDHB, розташованим у людей на короткому плечі 12-ї хромосоми. Довжина поліпептидного ланцюга білка становить 334 амінокислот, а молекулярна маса — 36 638.
| 10         |  | 20         |  | 30         |  | 40         |  | 50         |
| ---------- |  | ---------- |  | ---------- |  | ---------- |  | ---------- |
| MATLKEKLIA |  | PVAEEEATVP |  | NNKITVVGVG |  | QVGMACAISI |  | LGKSLADELA |
| LVDVLEDKLK |  | GEMMDLQHGS |  | LFLQTPKIVA |  | DKDYSVTANS |  | KIVVVTAGVR |
| QQEGESRLNL |  | VQRNVNVFKF |  | IIPQIVKYSP |  | DCIIIVVSNP |  | VDILTYVTWK |
| LSGLPKHRVI |  | GSGCNLDSAR |  | FRYLMAEKLG |  | IHPSSCHGWI |  | LGEHGDSSVA |
| VWSGVNVAGV |  | SLQELNPEMG |  | TDNDSENWKE |  | VHKMVVESAY |  | EVIKLKGYTN |
| WAIGLSVADL |  | IESMLKNLSR |  | IHPVSTMVKG |  | MYGIENEVFL |  | SLPCILNARG |
| LTSVINQKLK |  | DDEVAQLKKS |  | ADTLWDIQKD |  | LKDL       |  |            |

A: Аланін

C: Цистеїн

D: Аспарагінова кислота

E: Глутамінова кислота

F: Фенілаланін

G: Гліцин

H: Гістидин

I: Ізолейцин

K: Лізин

L: Лейцин

M: Метіонін

N: Аспарагін

P: Пролін

Q: Глутамін

R: Аргінін

S: Серин

T: Треонін

V: Валін

W: Триптофан

Цей білок за функцією належить до оксидоредуктаз. 
Білок має сайт для зв'язування з НАД. 
Локалізований у цитоплазмі.